# ドク・ポーマス

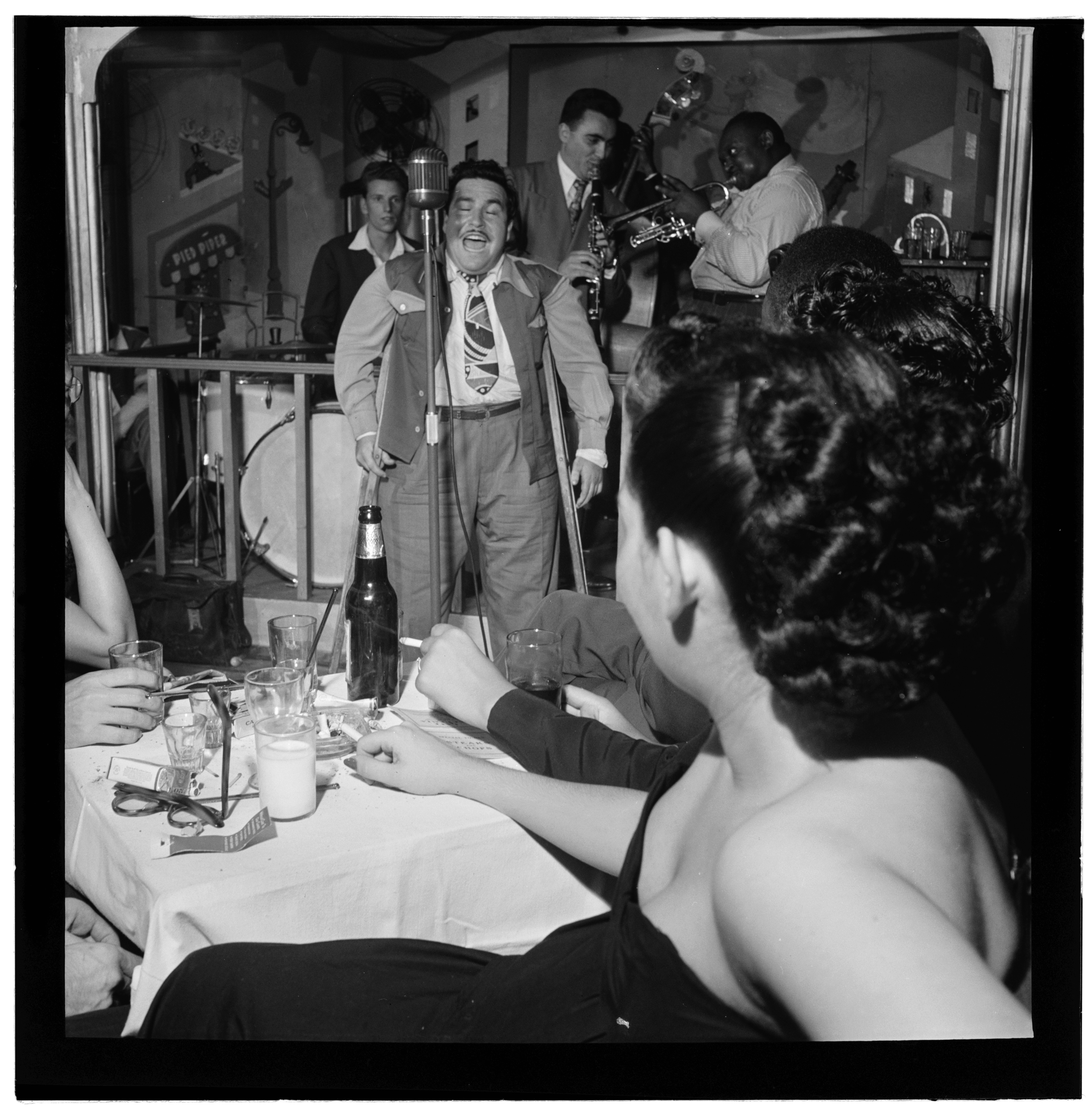
歌うドク(1947)

ドク・ポーマスは本名ジェローム・ソロン・フェルダー (1925年6月27日 – 1991年3月14日)、アメリカ合衆国のブルース歌手・曲書き。多くのロックンロール古典の作詞で知られる。 

## 生活

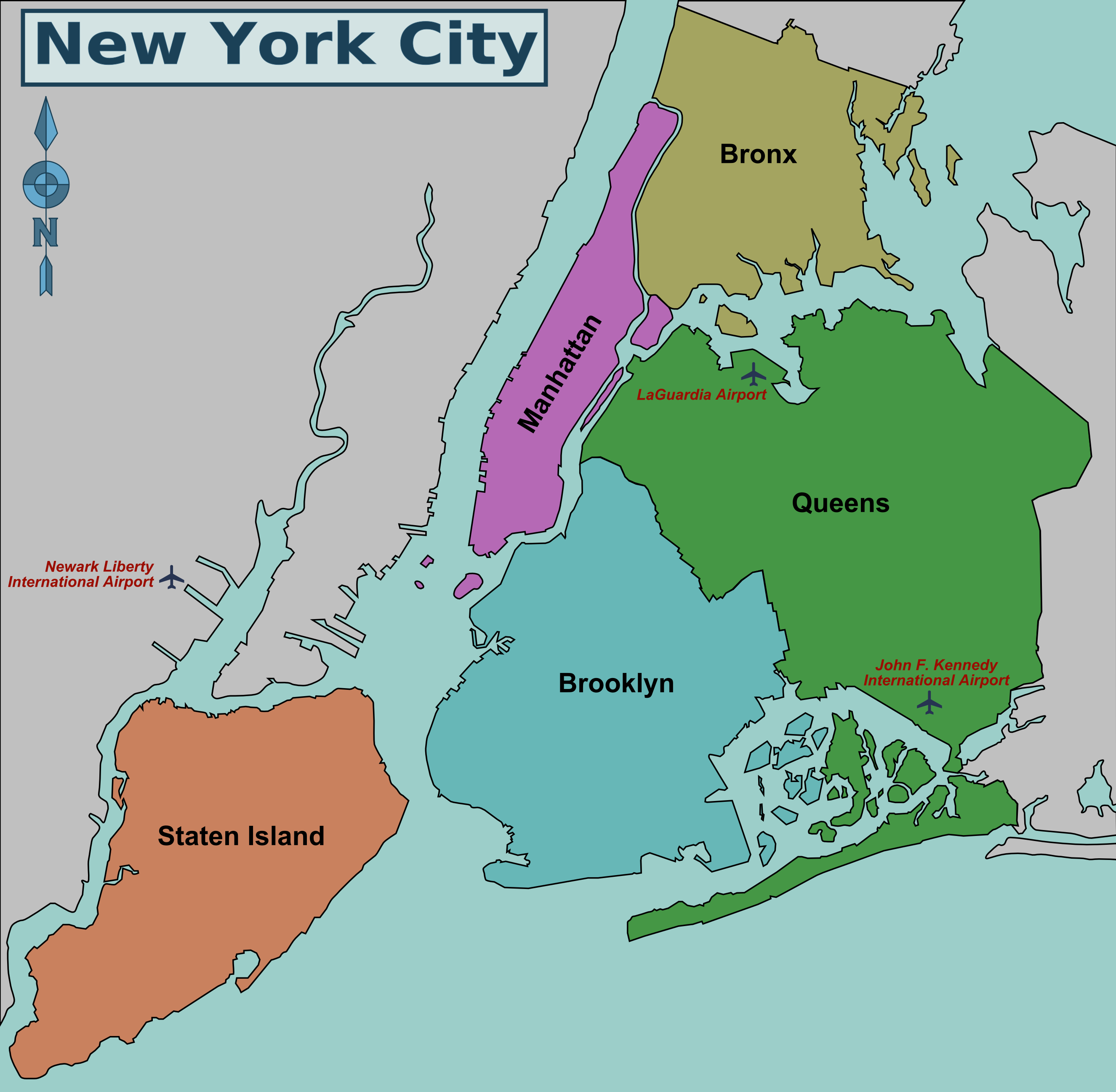
水色がブルックリン地区

1925年にブルックリンにてユダヤ移民の息子として生まれる。
ビッグ・ジョー・ターナーのレコードを聴いてブルース・ファンになる。子供時代ポリオを患い、松葉づえをつく。後に事故で車いすに乗るようになった。

## 仕事
ティーンでブルース歌手になる。芸名は感覚でつけた。ハンデのおかげで黒人の聴衆と「かませ犬」としての気持ちを共有した。ニューヨークのクラブで鍛え、ミルト・ジャクソンやキング・カーティスと共演した。Chess, Apolloなどのレーベルで1940年代・1950年代に40曲（シングル20枚）録音した。
1950年代、ブロードウェイの女優と結婚、家族を養うために歌詞のほか雑誌記事を書く。
ハネムーン中に自身の作品"Young Blood"のザ・コースターズによるバージョンをジュークボックスで聴きチャンスが芽生えた。同作品はリーバー＝ストーラーが大幅に改作していた。しばらくして1500ドルの印税小切手が来た。それで作詞も悪くないな、と思った。
1957年には専業ライターになっていた。自身のいとこと付き合っていたピアノ弾きのモルト・シューマンと、ブリル・ビルディングのHill & Range Music Co./Rumbalero Musicで共作した。シューマンを選んだのは、自分がロックンロールを知らなかったためだという。 
シューマンとの共作に「恋のティーンエイジャー (A Teenager in Love)」、「ラストダンスは私に　(Save The Last Dance For Me)」、後にビーチ・ボーイズがカバーした「ハッシャバイ」、「This Magic Moment」「Turn Me Loose」、「スウィーツ・フォー・マイ・スウィート」、 エルヴィス・プレスリーの「ラスベガス万才」、「リトル・シスター」、「サレンダー」、「マリーは恋人」などがある。
1960年代初期にフィル・スペクターと"Young Boy Blues"、"Ecstasy"、"What Am I To Do?"を共作。リーバー＝ストーラーとは"She's Not You"も共作。ほかにも共作者がいた。
1956年、レイ・チャールズに「Lonely Avenue」を書いた。
1970年代にドクター・ジョン, ケン・ハーシュ、Willy DeVilleと共作。
この時期の"There Must Be A Better World", "There Is Always One More Time", "That World Outside", "You Just Keep Holding On", "Something Beautiful Dying" はWilly DeVille, B.B.キング, アーマ・トーマス, マリアンヌ・フェイスフル, Charlie Rich, ルース・ブラウン, ドクター・ジョン, ジェイムズ・ブッカー, ジョニー・アダムズが録音。これらを彼の代表作と考える人もいる。
ドキュメンタリー『A.K.A. Doc Pomus』 (2012)はポーマスの人生を細かく描いている。
1991年65歳で肺がんで死去。1992年にロックの殿堂、
ソングライターの殿堂、
2012年にブルースの殿堂入り。 

## 遺産
シューマンと『ラストダンスは私に』、『ジス・マジック・モーメント』、『スウィーツ・フォー・マイ・スウィート』、『ラスベガス万歳』、 "Little Sister", "Surrender"、"Can't Get Used to Losing You"、『サスピション 』、『離しておくれ』、"A Mess of Blues"を書く。
ファンク・バンドのキャメオはヒット曲『Word Up』の演奏前にポーマスに影響されたことをアナウンスする。
ルー・リードを1960年代初期に音楽業界に紹介した。リードは1992年アルバム『マジック・アンド・ロス』でポーマスに触れている。
1995年, ライノ・レコードがトリビュート作『Till The Night Is Gone』を発表。 ボブ・ディラン, ブライアン・ウィルソン, ディオン、ドクター・ジョン, アーマ・トーマス, ソロモン・バーク, ジョン・ハイアット、 ショーン・コルヴィン, アーロン・ネヴィル, ルー・リード, ザ・バンド, BBキング, ロス・ロボス 、ロザンヌ・キャッシュが参加。
2010年ベン・フォールズとニック・ホーンビーのアルバムLonely Avenue にDoc Pomusという曲が収録された。歌詞には1984年のポーマスの回想録からの引用「僕は幸せな片輪ではなかった。人々は僕を見て”なんてステキな男だ”なんて言わなかった」がある。

## 参考書籍
- Halberstadt, Alex (2007). Lonely Avenue: The Unlikely Life And Times Of Doc Pomus. New York: Da Capo Press. ISBN 0306813009

## 参照
1. ↑  Obituary Variety, March 18, 1991.
2. ↑  Tamarkini, Jeff (2007年4月3日). “Heart of the matter”. The Phoenix 2007年4月24日閲覧。
3. ↑  “Doc Pomus and Mort Shuman”. www.history-of-rock. 2007年6月30日閲覧。
4. ↑  http://www.indiewire.com/article/winners-of-stony-brook-film-festival-a-k-a-doc-pomus-takes-home-the-grand-prize
5. ↑  http://akadocpomus.com/screenings/
6. ↑  “Doc Pomus - Induction Year: 1992 - Induction Category: Non-Performer”. Rock and Roll Hall of Fame. 2007年6月30日閲覧。
7. ↑  “Doc Pomus”. Songwriters Hall Of Fame. 2008年3月27日閲覧。
8. ↑  “Blues Foundation Announces 2012 Blues Hall of Fame Inductees”. confessingtheblues. 2014年3月3日時点のオリジナルよりアーカイブ。2013年6月1日閲覧。
9. ↑  “Doc Pomus - Biography”. Allmusic.com. 2007年6月27日閲覧。